# Paragus
Paragus es un género de mosca Syrphidae. Fue descrita por primera vez por Latreille en 1804. Algunas especies son buenos polinizadores.

## Especies
Lista incompleta.